# Sviatopolk II

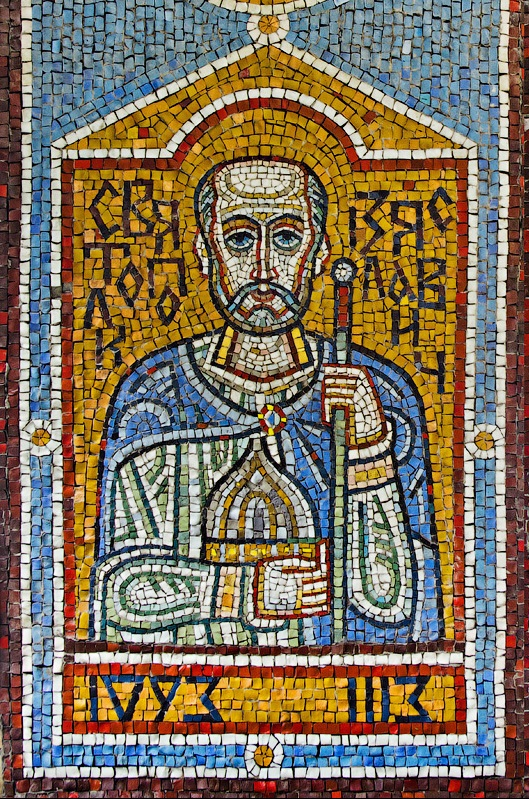
Mosaico moderno de Sviatopolk II

Sviatopolk II Iziaslávich (en cirílico: Святополк II Ізяславич, 1050-16 de abril de 1113) gobernó como Gran príncipe de Kiev durante veinte años, desde 1093 hasta 1113; fue príncipe de Pólatsk (1069-1071), príncipe de Nóvgorod (1078-1088) y de Túrov (1088-1093). No se trató de un príncipe popular; su reinado estuvo marcado por una incesante rivalidad con su primo, Vladímir Monómaco. A su muerte los ciudadanos de Kiev se alzaron en rebelión contra los comerciantes judíos y los oficiales varegos que especulaban con el grano y la sal.

## Primeros años
Sviatopolk era hijo de Iziaslav I y de Gertrudis de Polonia. En vida de su hermano Yaropolk Iziaslávich, Sviatopolk no fue considerado como un potencial demandante del trono de Kiev. En 1069 fue enviado a Polotsk, una ciudad tomada brevemente por su padre al gobernante local Vseslav, y luego dedicó diez años (1078–88) al gobierno de Novgorod. Tras la muerte de su hermano, le sucedió en Turov, que permaneció en poder de sus descendientes hasta el siglo XVII.

## Reinado
Cuando Vsévolod Yaroslávich murió en 1093, Sviatopolk fue reconocido por otros príncipes como el hijo principal del Veliki Kniaz y se le permitió ascender al trono de Kiev. Aunque participó en los congresos principescos organizados por Vladímir Monómaco, a veces se le atribuye haber apoyado guerras internas entre los ruríkidas. Por ejemplo, se puso del lado de su primo, David de Volinia cuando capturó y cegó a uno de los príncipes de Halych. También apoyó a Vladímir Monómaco en varias campañas contra los polovsianos pero fue derrotado en la batalla del río Stuhna (1093).

## Matrimonios y descendencia
Sviatopolk se casó con una princesa bohemia de la dinastía Premislidas, con quien tuvo a:
1. Zbyslava, casada con Boleslao III de Polonia en 1102.
2. Predslava, casada con Álmos el Ciego en 1104.
3. Ana, casada con Sviatoslav Davýdych de Chernígov.
4. Yaroslav, príncipe de Volinia y Túrov, casado tres veces con princesas de Hungría, Polonia y Kiev.

En 1094 se casó con Olena, hija del Tugor Khan de los Kipchakos, con la que tuvo a:
1. María, casada con Piotr Włostowic, noble polaco.
2. Bryachislav, que posiblemente destronó a Yaroslav como príncipe de Túrov.
3. Izyaslav, posiblemente príncipe de Túrov.

Algunas fuentes señalan que Sviatopolk tuvo fuera del matrimonio a Mstislav, que llegó a gobernar Nóvgorod-Síverski en 1095-1097, y luego Volinia en (1097-1099).

## Legado

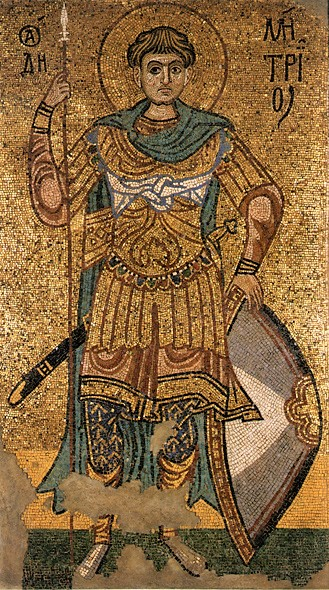
Mosaico de san Demetrio, instalado por Sviatopolk en el Monasterio de San Miguel de las Cúpulas Doradas de Kiev para glorificar al santo patrón de su padre.

El nombre de Sviatopolk era Miguel, así que animó a que se embelleciera la abadía de San Miguel en Kiev, que ha sido conocida como el monasterio de las Cúpulas Doradas hasta la actualidad. La historia hoy conocida como la  Crónica Primaria fue recopilada por el monje Néstor durante el reinado de Sviatopolk.